# Recicolus
Recicolus is een geslacht van wantsen uit de familie van de Reduviidae (Roofwantsen). Het geslacht werd voor het eerst wetenschappelijk beschreven door René Gabriel Jeannel in 1917.

## Soorten
Het genus is monotypisch en bevat alleen de volgende soort:

- Recicolus poecilus (Breddin, 1903)